# Harald Kaarman
Harald Kaarman (Paide, 27 dicembre 1901 – Ekaterinburg, 19 agosto 1942) è stato un calciatore estone, di ruolo centrocampista.

## Carriera

### Club
Ha sempre giocato nel campionato estone.

### Nazionale
Con la Nazionale ha partecipato alle Olimpiadi nel 1924.